# Бальде, Тьерно
Тьерно́ Дьяво́ Марк Бальде (фр. Thierno Diawo Marc Baldé; родился 10 июня 2002) — французский футболист, защитник клуба «Труа».

## Клубная карьера
Уроженец Вильнёв-Сен-Жоржа, Бальде выступал за молодёжные команды футбольных клубов «Лимей-Бреванн», «Сенар-Муасси» и «Пари Сен-Жермен». 30 июня 2020 года подписал с парижским клубом свой первый профессиональный контракт. 13 июля 2021 года отправился в аренду в клуб французской Лиги 2  «Гавр» до конца сезона 2021/22. 14 августа 2021 года дебютировал за «Гавр» в матче против «Родеза». Всего сыграл за «Гавр» в сезоне 2021/22 31 матч.
9 августа 2022 года перешёл в «Труа», подписав с клубом пятилетний контракт. 14 августа 2022 года дебютировал во французской Лиге 1 в матче против «Тулузы».

## Карьера в сборной
В 2021 году дебютировал за сборную Франции до 20 лет.

## Личная жизнь
Родился во Франции в семье отца-сенегальца и матери-гвинейки.